# Islote Brusa
Die Islote Brusa (spanisch) ist eine kleine Insel im Archipel der Südlichen Orkneyinseln. Sie liegt in der Ommanney Bay an der Nordküste von Coronation Island. 
Der britische Robbenjäger George Powell entdeckte sie 1821. Die Benennung erfolgte durch argentinische Wissenschaftler. Der weitere Benennungshintergrund ist jedoch nicht überliefert.